# Акаїсі Косей
Косей Акаїсі (яп. 赤石 光生; нар. 26 лютого 1965, Хіросакі, префектура Аоморі, регіон Тохоку) — японський борець вільного стилю, срібний призер чемпіонату світу, срібний призер чемпіонату Азії, срібний призер Азійських ігор, срібний та бронзовий призер Олімпійських ігор.

## Біографія
Був чемпіоном Азії 1981 року серед юніорів. Виступав за Університет Ніхон з Токіо.

## Спортивні результати на міжнародних змаганнях

### Виступи на Олімпіадах
| Змагання                    | Збірна | Вагова категорія          | Місце  |
| --------------------------- | ------ | ------------------------- | ------ |
| Літні Олімпійські ігри 1984 | Японія | вільна боротьба, до 62 кг | Срібло |
| Літні Олімпійські ігри 1988 | Японія | вільна боротьба, до 68 кг | 4      |
| Літні Олімпійські ігри 1992 | Японія | вільна боротьба, до 68 кг | Бронза |

### Виступи на Чемпіонатах світу
| Змагання                        | Збірна | Вагова категорія          | Місце  |
| ------------------------------- | ------ | ------------------------- | ------ |
| Чемпіонат світу з боротьби 1987 | Японія | вільна боротьба, до 68 кг | 4      |
| Чемпіонат світу з боротьби 1989 | Японія | вільна боротьба, до 68 кг | Срібло |
| Чемпіонат світу з боротьби 1990 | Японія | вільна боротьба, до 68 кг | 4      |
| Чемпіонат світу з боротьби 1991 | Японія | вільна боротьба, до 68 кг | 8      |

### Виступи на Чемпіонатах Азії
| Змагання                       | Збірна | Вагова категорія          | Місце  |
| ------------------------------ | ------ | ------------------------- | ------ |
| Чемпіонат Азії з боротьби 1989 | Японія | вільна боротьба, до 68 кг | Срібло |
| Чемпіонат Азії з боротьби 1992 | Японія | вільна боротьба, до 68 кг | 4      |

### Виступи на Азійських іграх
| Змагання           | Збірна | Вагова категорія          | Місце  |
| ------------------ | ------ | ------------------------- | ------ |
| Азійські ігри 1986 | Японія | вільна боротьба, до 68 кг | Срібло |
| Азійські ігри 1990 | Японія | вільна боротьба, до 68 кг | 5      |

### Виступи на інших змаганнях
| Змагання                             | Збірна | Вагова категорія          | Місце  |
| ------------------------------------ | ------ | ------------------------- | ------ |
| Суперчемпіонат світу з боротьби 1985 | Японія | вільна боротьба, до 62 кг | Срібло |
| Гран-прі Німеччини з боротьби 1988   | Японія | вільна боротьба, до 68 кг | Бронза |

### Виступи на змаганнях молодших вікових груп
| Змагання                                     | Збірна | Вагова категорія          | Місце  |
| -------------------------------------------- | ------ | ------------------------- | ------ |
| Чемпіонат Азії з боротьби серед юніорів 1981 | Японія | вільна боротьба, до 60 кг | Золото |